# Rhynchozoon incomitatum
Rhynchozoon incomitatum är en mossdjursart som beskrevs av Tilbrook 2006. Rhynchozoon incomitatum ingår i släktet Rhynchozoon och familjen Phidoloporidae. Inga underarter finns listade i Catalogue of Life.